# Hypochrysops ignita
Hypochrysops ignita е вид пеперуда от семейство Синевки (Lycaenidae). Видът не е застрашен от изчезване.

## Разпространение и местообитание
Разпространен е в Австралия (Виктория, Западна Австралия, Коралови острови, Куинсланд, Нов Южен Уелс, Северна територия и Южна Австралия), Индонезия и Папуа Нова Гвинея.
Обитава гористи местности, храсталаци, крайбрежия и плажове.